# CFB Moose Jaw
CFB Moose Jaw (engelska: Canadian Forces Base Moose Jaw, Air Vice Marshal C.M. McEwen Airport) är en flygplats i Kanada.   Den ligger i provinsen Saskatchewan, i den södra delen av landet, 2 300 km väster om huvudstaden Ottawa. CFB Moose Jaw ligger 576 meter över havet.
Terrängen runt CFB Moose Jaw är platt. Närmaste större samhälle är Moose Jaw, 7,9 km norr om CFB Moose Jaw.
Trakten runt CFB Moose Jaw består till största delen av jordbruksmark. Trakten runt CFB Moose Jaw är nära nog obefolkad, med mindre än två invånare per kvadratkilometer.